# 3921 Klementʹev
3921 Klementʹev este un asteroid din centura principală, descoperit pe 19 iulie 1971 de Bella Burnasheva.